# Jese-Ö
Jese-Ö (959 körül - 1040) (spirituális nevei: Dzsangcsub Jese-Ö, Lha Bla Ma, Hla Lama Jese  O, Lalama Jihszivo, bKra sisz mgon; illetve Dharmaradzsa) az első jelentős lámakirály, vagyis szerzetes-király volt Tibet nyugati részén. Születési neve Khor-re, azonban a spirituális neve sokkal ismertebb. Ő volt az ősi Guge királyság második királya a Tibeti-fennsík délnyugati területén. A birodalom területe hozzávetőlegesen akkora volt mint a Csangcsung királyság, amely a 7. századig létezett. Jese-Ö önként lemondott a trónjáról 975 körül, hogy egyházi tudós, láma lehessen belőle. A klasszikus tibeti historiográfia szerint a tibeti buddhizmus egyházi hagyományának helyreállítása az ő személyéhez köthető. Ő építtette a Tholing kolostort 997-ben, amikor Tholing (kínai: Zanda) volt Guge fővárosa. Jese-Ö' szponzorálta a noviciátust, köztük a híres fordítót, Rincsen Zangpót.

## Élete
Egészen fiatal kora érdekelték Jese-Ö-t a vallással kapcsolatos témák. Amikor Tasi-gon (bKra-sisz-mgon) király örökös nélkül halt meg, az unokaöccsét, Jese-Ö-t, hívták meg a trónra, amellyel egyesült Tasigon és Decugon egy királysággá. Yeshe-Ö assumed the rulership of the combined Purnag-Guge Kingdom in 967 AD.
Jese-Ö első uralkodói döntése egy dekrétum kiadása volt (bka’ sog csen mo - A nagy nyilatkozat), amely tükrözte az általa elképzelt teokratikus uralkodás alapjait. Emiatt terjedt el róla a „király és szerzetes” elnevezés. 997-ben, harmincéves uralkodás után alapította meg a Tholing kolostort. Ezzel kívánta biztosítani a buddhizmus tibeti terjesztését. Egyik rendeletében adófizetésre kötelezte a földműveseket, amiből a Tholing kolostor karbantartását kívánta biztosítani.
Egy másik rendeletben meghatározott 21 különlegesen kiválasztott, 10 és 20 év közötti növendéket, hogy azok Kasmír és más indiai területeken végezzenek buddhista tanulmányokat. Ismert intézményekben tanultak neves indiai buddhista guruktól illetve buddhista szövegeket fordítottak le szanszkritról tibeti nyelvre. A 21 növendék közül csupán kettő, Rincsen Zangpo és Lekpai Serap, élte túl az észak-indiai zord időjárást. Az előbbi olyan mély benyomást tett az uralkodóra, hogy őrá bízta a fordítások túlnyomó részét illetve további kolostorok építését az ország területén. Ekkor épült a Tholing kolostor, a Tabo kolostor és Khocsar kolostor.
A bátyjával együtt irányította az országot, amely kiterjedt a teljes nyugat-himalájai régióra. Templomokat építettek és támogatták a nemességet. Ellenezte a tantrikus gyakorlatok ezoterikus formáit (többnyire szervezetlen formában létezett), amely mindenfelé megtalálható volt Tibetben.